# Napoléon Alkan
Pour les articles homonymes, voir Alkan (homonymie).
Napoléon Alkan, né Napoléon Alexandre Morhange, est un compositeur et professeur de musique français né le 2 février 1826 à Paris et mort dans la même ville le 29 août 1906.

## Biographie
Alkan est né à Paris, l'un des six enfants d'Alkan Morhange et Julie Abraham. La famille était juive et Alkan Morhange dirigeait une école de musique prospère. Tous les enfants Morhange ont adopté le prénom de leur père comme nom de famille, et tous ont fréquenté avec succès le Conservatoire de Paris. Céleste Alkan (nom d'épouse Mayer-Marix) (1812-1897) a commencé sa formation au Conservatoire à l'âge de sept ans et a remporté le premier prix de solfège à l'âge de onze ans. Charles-Valentin Alkan (1813-1888) est devenu un compositeur et virtuose du piano bien connu. Ernest Alkan (1816-1876) fut l'élève de Jean-Louis Tulou et se fit connaître comme flûtiste. Maxime Alkan (1818-1891) a écrit de la musique populaire, notamment des danses pour piano. Le plus jeune des frères et sœurs était Gustave Alkan (1827-1882).
Napoléon entre au Conservatoire en 1835 où il étudie le piano avec Pierre Zimmermann, l'orgue avec François Benoist et le contrepoint et la fugue avec Adolphe Adam. En 1843, il obtient le premier prix de piano au Conservatoire,. À partir de 1845, il enseigne au Conservatoire comme répétiteur de solfège. En 1850, il remporte le Second Grand Prix du Prix de Rome avec la cantate Emma et Eginhard d'après un poème d'Anne Bignan,.
En juin 1857, il enseigne dans la classe des élèves militaires, puis à partir d'avril 1866 est professeur agrégé de solfège au Conservatoire avant d'être titulaire à compter de 1872. Il conserve ce poste jusqu'au 1er octobre 1896, date à laquelle il prend sa retraite à l'âge de 70 ans. En 1895, il est fait chevalier de la Légion d'honneur. Il meurt à Paris à l'âge de 80 ans, laissant une fille, Emma Liernut. Il a composé un certain nombre d'œuvres originales pour piano et de transcriptions pour piano d'œuvres de compositeurs classiques tels que Mozart et Haydn.